# Micheal Ward
Micheal Ward (Spanish Town, 18 novembre 1997) è un attore giamaicano naturalizzato britannico.

## Biografia
Rimasto orfano di padre a due anni, Micheal Ward si è trasferito con la famiglia a Londra dalla Giamaica nel 2001. Dopo aver lavorato qualche anno come modello ha fatto il suo esordio sul grande schermo nel 2016 nel film Brotherhood, mentre due anni dopo ha interpretato il ruolo principale di Brendan in The A List. Nel 2020 ha vinto il BAFTA per la miglior stella emergente e nel 2022 è stato diretto da Sam Mendes nel film Empire of Light, per cui ha ricevuto una candidatura al BAFTA al miglior attore non protagonista.

## Filmografia

### Cinema
- Brotherhood, regia di Noel Clarke (2016)
- Blue Story, regia di Rapman (2019)
- The Old Guard, regia di Gina Prince-Bythewood (2020)
- Beauty, regia di Andrew Dosunmu (2022)
- Empire of Light, regia di Sam Mendes (2022)
- Il vangelo secondo Clarence (The Book of Clarence), regia di Jeymes Samuel (2023)
- The Beautiful Game, regia di Thea Sharrock (2024)
- Eddington, regia di Ari Aster (2025)

### Televisione
- The A List - serie TV, 14 episodi (2018-2021)
- Top Boy - serie TV, 19 episodi (2019-2022)
- Small Axe - serie TV, 1x2 (2020)

## Doppiatori italiani
Nelle versioni in italiano delle opere in cui ha recitato, Michael Ward è stato doppiato da:
- Manuel Meli in The A List, Empire of Light, The Beautiful Game
- Alessandro Capra in Blue Story
- Alex Polidori in Top Boy
- Alessandro Campaiola in Beauty
- Flavio Aquilone ne Il vangelo secondo Clarence